# Ashiya
Ashiya (芦屋市?, Ashiya-shi) è una città giapponese della prefettura di Hyōgo.

## Storia
Una parte della città andò distrutta durante la seconda guerra mondiale e subì danni ingenti a causa del terremoto di Kobe del 1995.

## Galleria d'immagini

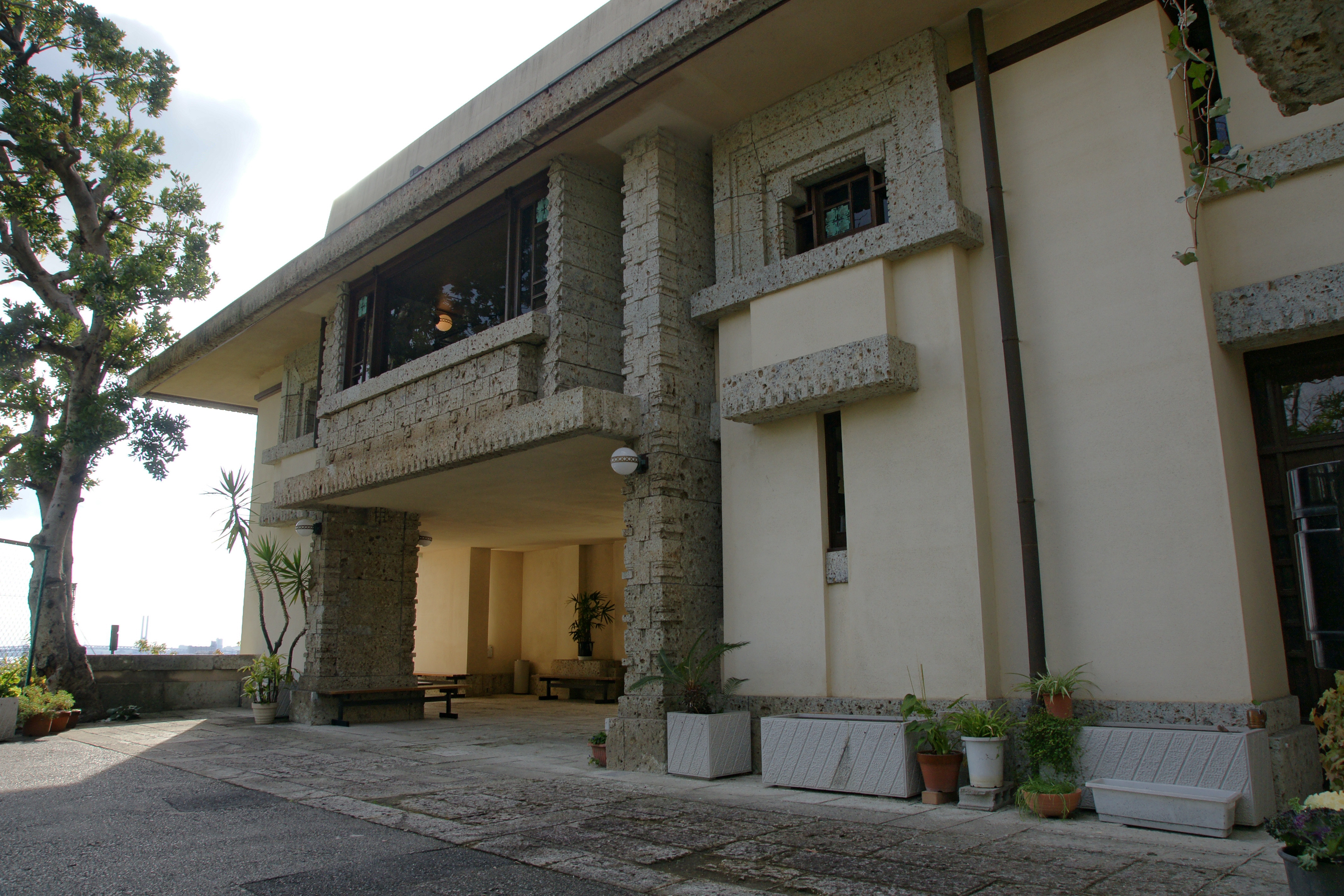
Casa Yamamura
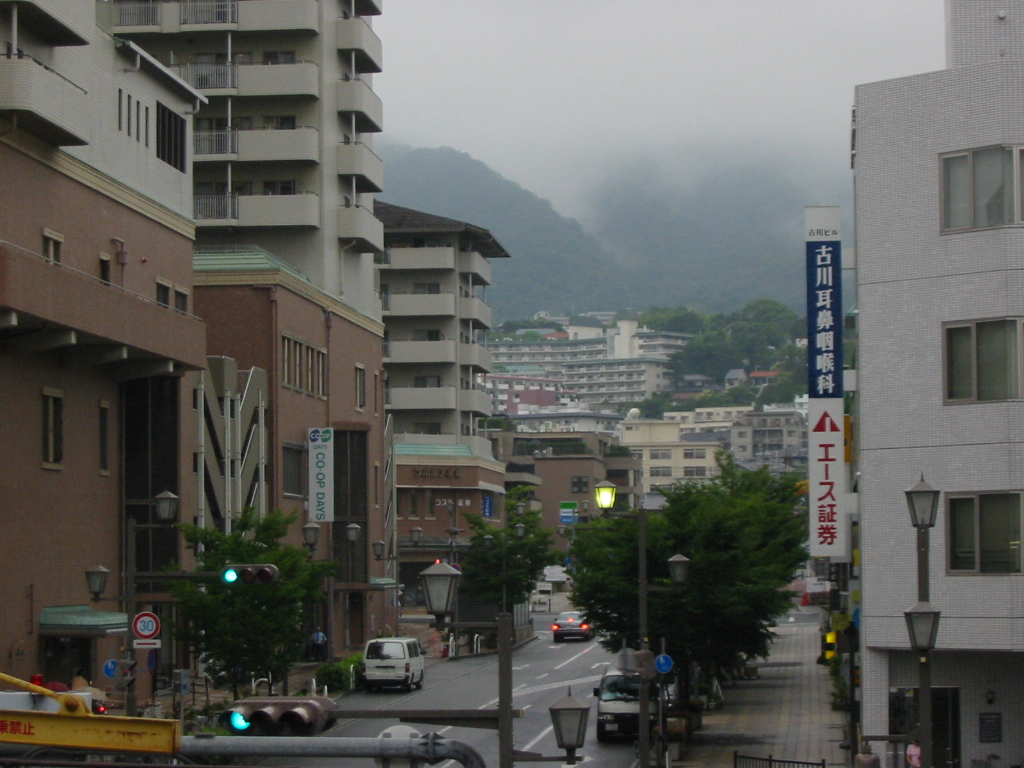
La città vista dalle montagne a nord